# Zamek Cylejski

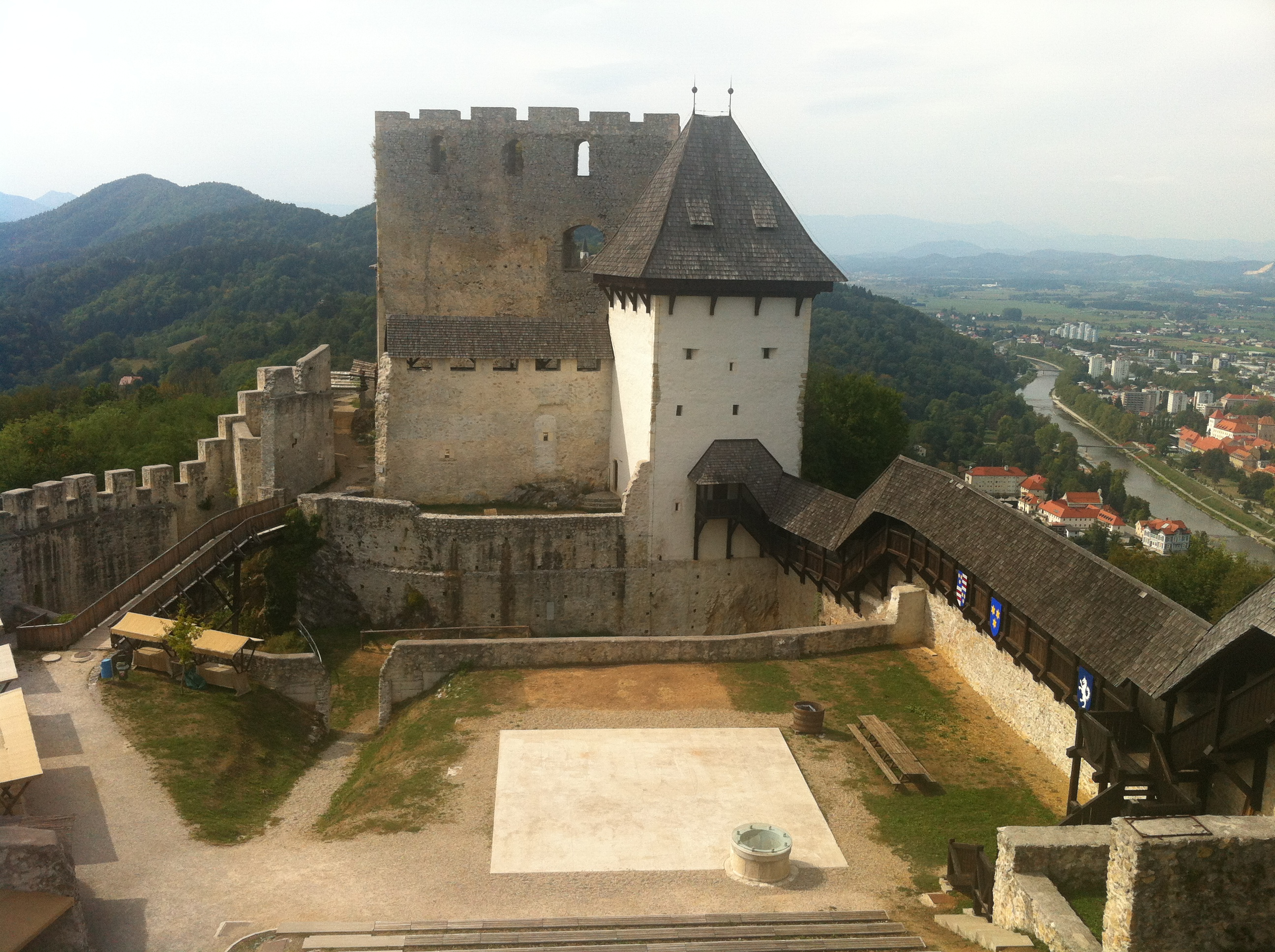
Wewnętrzny fragment obwarowań

Zamek Cylejski (Wysoki, Stary Zamek) (słoweń. Celjski grad lub Celjski zgornji Stari Grad) – ruiny zamku w słoweńskim Celje, dawnej siedziby miejscowych możnowładców. 
Zbudowany na trzech wzgórzach położonych na południowy wschód od miasta Celje, gdzie rzeka Savinja szerokimi zakolami spływa w dolinę Laško. W średniowieczu był największym zamkiem na ziemiach dzisiejszej Słowenii i na obszarze wschodnioalpejskim, zajmując powierzchnię niemal 5500 m². Najstarsze o nim wzmianki w dokumentach pochodzą z 1322 i 1344 roku. W starej części Celja znajduje się również miejska siedziba hrabiów – tzw. Zamek Dolny (Spodnji grad). 

## Historia
Forteca, która w pierwszej połowie XIII wieku została wzniesiona w zachodniej części pasma wzgórz przez karyntyjskich hrabiów Heuburga, stanowiła potem własność innych miejscowych możnowładców. Od 1341 znalazła się w posiadaniu rodu Žovnek (późniejszych hrabiów cylejskich), co łączyło się z podjęciem jej gruntownej rozbudowy. We wschodniej części zamkowych umocnień pozostałością tego okresu jest czteropoziomowa Wieża Fryderyka (Friderikov stolp), myląco nazywana tak (od niem. Bergfried) jako pełniąca funkcję stołpu. Podczas trzęsienia ziemi (1348) zniszczeniu uległa część najwcześniejszej zabudowy romańskiej.
Wzrost znaczenia możnowładców cylejskich decydował o stopniowej przebudowie zamku, w którym w XV wieku poszerzano część mieszkalną (palatium), obejmującą też pomieszczenia reprezentacyjne. Jedyny w niej element obronny stanowi zachowana dotąd tzw. Wieża Pelikana. Całość otoczona jest rozległym murem obwodowym z główną bramą wjazdową chronioną silną basteją.
Jednakże już pod koniec tego stulecia hrabiowie cylejscy przenieśli swą stałą rezydencję do miasta, pozostawiając stary zamek kasztelanowi i jego załodze, a od drugiej połowy XV w. z ramienia cesarza rezydowali tam nominowani burgrabiowie. Pod koniec wieku XVII, wraz z utratą strategicznego znaczenia warowni, rozpoczął się proces jej destrukcji nasilający się od połowy XVIII wieku.
W początkach XIX stulecia całkowicie zrujnowana budowla jako prywatny kamieniołom stała się tanim źródłem pozyskiwania budulca dla miejscowej ludności. Po odzyskaniu niepodległości zapoczątkowano systematyczne prace nad odbudową i renowacją zamku uważanego obecnie za jedno z symbolicznych miejsc państwowości słoweńskiej.